# Труду
«Труду» — стихотворение Сватоплука Чеха, написанное им в 1886 году для книги «Рабочие себе». Четыре последние строфы стихотворения (большая его часть) были запрещены цензурой и увидели свет лишь после смерти поэта. Произведение воспевает трудовую деятельность и выносит осуждающий приговор эксплуататорам в надежде на то, что в будущем произойдёт раскрепощение и труд восторжествует на земле. 

## Художественные особенности
Стихотворение гораздо глубже, более чётко и с большей художественной силой развивает идеи, которые были отражены поэтом в его ранних произведениях «Деспот», «Судьба бедняка» и некоторых других.В то же время стихотворение явилось своеобразным откликом на проявившиеся во второй половине 80-х годов в Чехии обострения классовой борьбы, положив, тем самым, начало ряду более совершенных в идейном и художественном отношении произведений Сватоплука Чеха.